# Санкт-Петербургский государственный университет водных коммуникаций
Санкт-Петербургский государственный университет водных коммуникаций — существовавшее до 2012 года высшее учебное заведение России. Основан в 1809 года, когда в Петербурге был учреждён Институт Корпуса инженеров водяных и сухопутных сообщений. После присоединения в 2012 году Государственной морской академии имени адмирала С. О. Макарова реорганизован в Государственный университет морского и речного флота имени адмирала С. О. Макарова.

## История

### 1809—1930 года
Официально датой основания университета считается 2 декабря 1809 года.
В этот день Манифестом Александра I Департамент водяных коммуникаций и Экспедиция устроения дорог в государстве были преобразованы в Управление водяными и сухопутными сообщениями и создан Корпус инженеров путей сообщения.
Первым руководителем института со званием «инспектор» был назначен А. А. Бетанкур.
За первые полвека своего существования институт подготовил 1558 специалистов. В 1864 г., в период реформ Александра II, институт был преобразован в гражданское высшее учебное заведение первого разряда с пятилетним сроком обучения и стал именоваться Институтом инженеров путей сообщения.

### Ленинградский институт инженеров водного транспорта
Ленинградский институт инженеров водного транспорта был создан 1 апреля 1930 г. на базе водного факультета Ленинградского института инженеров путей сообщения (ЛИИПС), 1 курса водного факультета Московского института инженеров транспорта (МИИТ) и нового набора студентов 1 курса эксплуатационного факультета.
Были организованы три факультета: гидротехнический, механический и эксплуатационный.
В 1955 году подготовка специалистов велась уже на пяти факультетах: гидротехническом, судомеханическом, механизации и оборудования портов, кораблестроительном и инженерно-экономическом.
В 1959 году произошло объединение Ленинградского института инженеров водного транспорта и Центрального научно-исследовательского института речного флота в Ленинградский институт водного транспорта (ЛИВТ).

### Настоящее время
Санкт-Петербургский государственный университет водных коммуникаций представляет собой отраслевой учебный комплекс непрерывного образования, главным образом для водного транспорта. Обучение студентов и курсантов ведётся по специальностям инженерно-технического, естественно-научного и гуманитарного профиля.
11 сентября 2012 г. министром транспорта Российской Федерации издан приказ № 341, согласно которому к Санкт-Петербургскому государственному университету водных коммуникаций присоединена Государственная морская академия имени адмирала С. О. Макарова. Объединённое высшее учебное заведение называется «Государственный университет морского и речного флота имени адмирала С. О. Макарова».

## Подразделения
Имеется лабораторная и производственная база, гидротехническая лаборатория им. проф. Тимонова, опытовый бассейн и аэродинамическая труба.
Центр дополнительного профессионального образования (ДПО) ведёт переподготовку и повышение квалификации специалистов отрасли.
Студенты СПГУВК проходят практику на крупнейших предприятиях отрасли, таких как ГУП «Водоканал Санкт-Петербурга», Балтийский завод, Канонерский судоремонтный завод.
Кроме учебных корпусов, университет имеет яхт-клуб (яхта Акела) и исследовательскую базу в пос. Толмачёво Ленинградской области.
В состав университета на правах структурного подразделения входят Санкт-Петербургский колледж водного транспорта и Беломорско-Онежский филиал в Петрозаводске

## Руководители
- Николай Владимирович Бобков (1890—1964) — первый ректор (1930—1937 и 1944—1959) отраслевого вуза — Ленинградского института инженеров водного транспорта (ЛИИВТ), созданного на базе водного факультета Института путей сообщения[3];
- Борис Павлович Арефьев (1910—1997) — первый ректор (1959—1972) учебно-научного института — Ленинградского института водного транспорта (ЛИВТ), созданного путем объединения учебного и научно-исследовательского институтов ЛИИВТа и ЦНИИРФа[3][4];
- Василий Васильевич Баланин (1915–2004) — ректор ЛИВТ (1972—1980); профессор, кандидат технических наук[5];
- Виктор Алексеевич Легостаев (1931—1992) — ректор ЛИВТ (1980—1992); доктор экономических наук, профессор[3][6];
- Анатолий Сергеевич Бутов (1939—2004) — и. о. ректора ЛИВТ в 1992 году, первый ректор СПбГУВК (1993—2004), созданного путем преобразования ЛИВТа; профессор, доктор технических наук[3][7];
- Геннадий Леонидович Гладков (род. 1955) — второй ректор СПбГУВК (2004—2009); профессор, доктор технических наук, Заслуженный работник транспорта Российской Федерации[8];
- Сергей Олегович Барышников (род. 1955) — третий ректор СПбГУВК (2009—2012); Заслуженный работник высшей школы Российской Федерации; после объединения университета с Государственной морской академией имени адмирала С. О. Макарова в 2012 году стал ректором нового объединённого вуза[9].

## Известные выпускники
- Бейлинсон, Яков Львович — генерал-директор морского флота, кавалер двух орденов Ленина.
- Мисник, Борис Григорьевич — Координатор политического комитета партии «Яблоко», депутат Государственной Думы второго созыва.
- Михайлов, Алексей Иванович — советский и российский шахматист, гроссмейстер.
- Мутко, Виталий Леонтьевич — Министр спорта Российской Федерации.
- Огурцов, Николай Алексеевич — советский государственный деятель, депутат Верховного Совета РСФСР 8-го, 9-го и 10-го созывов, Герой социалистического труда.

## Известные преподаватели
- Бастрыкин, Александр Иванович
- Голосенко, Игорь Анатольевич
- Дмитриев Владимир Иванович
- Ермичев, Александр Александрович
- Звонков, Василий Васильевич
- Истомин, Евгений Петрович
- Каратаев, Олег Гурьевич
- Любомудров, Марк Николаевич
- Ляхницкий, Валериан Евгеньевич
- Меркин, Давид Рахмильевич
- Муратов, Зиннат Ибятович
- Николаев, Павел Алексеевич, д.и.н., работал в 1968-1998 годах[10].
- Попов, Вячеслав Леонидович
- Пузыревский, Нестор Платонович
- Романов, Константин Константинович
- Рянжин, Валентин Анатольевич
- Семанов, Николай Афанасьевич
- Скатов, Николай Николаевич
- Сурвилло, Владимир Людвигович
- Ходырев, Владимир Яковлевич

## Студенческий спорт
Вуз является участником чемпионатов в рамках розыгрыша Кубка Вузов.